# فريدي هورتادو
فريدي هورتادو (بالإسبانية: Freddy Hurtado)‏ هو لاعب كرة قدم كولومبي، ولد في 27 مايو 1976 في Bahía Solano ‏ في كولومبيا. لعب مع ديبورتيفو كالي.

## وصلات خارجية
- فريدي هورتادو على موقع قاعدة بيانات كرة القدم.إي يو (الإنجليزية)
- فريدي هورتادو على موقع AS.com (الإسبانية)